# Settat
Settat (Berbers: ⵙⵟⵟⴰⵟ(Ẓeṭṭaṭ), Arabisch: سطات of زطاط) is een stad in Marokko, hoofdstad van de regio Cawiya Werdiɣa en prefectuur van de provincie Settat. De stad ligt op de weg naar Marrakesh en op een afstand van 57 kilometer van Casablanca.

## Geschiedenis
Koning Moulay Ismaïl heeft het proces van verstedelijking in gang gezet door op de heuvelachtige plaats van het huidige Settat de kasba te bouwen. De constructie van de kasba heeft immers bijgedragen tot de orde en veiligheid van zowel de reizigers als de inwoners. De kasba heeft ook menselijke vestigingen in de directe omgeving bevorderd. Moulay Ismaïl maakte van Settat officieel de hoofdplaats van de regio door er de eerste caïd (Arabisch: ka’id, leider) aan te stellen. Voorheen viel de regio onder het gezag van caïd Doukkali en Rahmani.
De stad Settat is het administratieve centrum geworden in het begin van de 13de eeuw. Die eer dankte ze vooral aan haar strategische positie als doorgang tussen het Noorden en het Zuiden. Dankzij de rijkdom van de bodem is de stad tot bloei gekomen in de 18de en de 19de eeuw als handelscentrum van agrarische producten. In dat tijdperk trok Settat veel mensen met ondernemingsgeest aan. In de 19de eeuw trok de stad veel Marokkanen met een Joodse geloofsovertuiging aan. Ze bouwden er hun eigen stadswijk of mellah in de directe omgeving van de kasba.
Die ontwikkeling werd verstoord in het begin van de 20ste eeuw tijdens de periode van de anarchie of siba en door de kolonisatie waartegen de volksstammen van Chaouia en aanhangers van Moulay Hafid zich woest verzetten. Als Frans protectoraat kende de stad een verstedelijking zoals nooit tevoren. De bevolkingstoename die Settat kende van 1913 tot 1925 is daarvan het mooiste voorbeeld. Hierdoor zette de stad haar commerciële verleden verder. De welvaart heeft geduurd tot de jaren vijftig toen, als gevolg van de ontwikkeling van Casablanca, de verkeerswegen en de transportmiddelen in en naar de stad Settat en andere agglomeraties zich onvoldoende ontwikkelden.
In het begin van de jaren 90 van de 20ste eeuw werd de stad verrijkt met een universiteit, een golfterrein en een hippodroom. Vanaf de jaren zeventig onderging Settat veel verstedelijkingswerken. De industriële sector ontwikkelde zich met de meest dynamische industriezones van Marokko. Settat werd verbonden met Casablanca (57 km) sinds 2001 door de autosnelweg A7 en met Marrakesh (146 km) sinds 2007.

## Ligging
Settat ligt op de autosnelweg tussen Casablanca en Marrakesh. De stad ligt op 290 meter hoogte.
- Afstanden tot andere Marokkaanse steden
  - Settat-Kenitra: 154 kilometer
  - Settat-Rabat: 116 kilometer
  - Settat-Casablanca: 52 kilometer
  - Settat-Marrakesh: 162 kilometer
  - Settat-Oujda: 670 kilometer
  - Settat-Agadir: 419 kilometer
  - Settat-Fez (stad): 305 kilometer
  - Settat-El Jadida: 102 kilometer

## Bevolking
Bij de volkstelling in 2004 werd het aantal inwoners van Settat vastgesteld op 116.557. In 2014 telde de stad 142.250 inwoners.

## Sport

### Golf
De Université Hassan 1er in het noorden van stad is uitgerust met een omvangrijke golfbaan en de Settat University Royal Golf Club. De golfbaan is 3215 meter lang en telt 9 holes. Het golfterrein is ontworpen door Ronald W. (Pon) Fream die onder meer ook in Maleisië en Portugal golfterreinen ontwierp.

### Voetbal
Settat is de thuishaven van voetbalploeg RS Settat, voluit Renaissance Sportive de Settat. De Marokkaanse voetbalploeg werd opgericht in 1946. De club werd landskampioen in 1971 en was in die tijd ook succesvol in de Coupe du Trône. Na een derde plaats in 1997 kon de club doorstoten naar de kwartfinales van de CAF Cup 1998, waar de club verloor van het Senegalese ASC Jeanne d'Arc. In de competitie van dat jaar deed Settat het echter minder goed en de club degradeerde. Na één seizoen keerde de club terug en eindigde weer behoorlijk goed in de eerste seizoenen maar slabakte dan weer tot degradatie volgde in 2004.

### Ruiterspelen
Ieder jaar wordt in Settat tijdens de eerste week van de maand juli of september, de moussem van Chaouia georganiseerd. Vele Marokkaanse steden hebben een moussem, een jaarlijkse bedevaart ter ere van de plaatselijke heilige, gepaard met feestelijkheden. De moussem van Settat draagt de naam van de aanbeden heilige Sidi Loughlimi. Tijdens de bedevaart wordt een fantasia gehouden, een soort ruiterspel.
De moussem heeft dus niet enkel een religieuze functie (de patroonheilige de stad eren) maar ook een sociale en culturele rol. Ze is zowel de uitdrukking van de leefgemeenschap als een bescherming ervan. Het is een gelegenheid voor de inwoners van de stad om hun geschiedenis te hervatten, de cultuur van hun voorouders. De moussem is ook een evenement dat de bewoners de kans geeft hun identiteit te doorgronden en te genieten van de charmes van de plechtigheid.
De moussem van Sidi Loughlimi is origineel door het jeu de baroud of fantasia waarbij meerdere groepen ruiters uit de regio Chaouia en andere regio’s verzamelen. Fantasia gaat altijd door ongeacht de weersomstandigheden of het resultaat van de oogst.
De sport fantasia wordt vooral uitgeoefend in Noord-Afrika en is vooral bekend door de charge in galop van een groep ruiters, gevolgd door een bruuske stop van de paarden waarbij de ruiters met geweren een schot lossen om vervolgens een halve draai te maken.

## Onderwijs
Settat telt 12 scholen, 5 colleges, 5 middelbare scholen en 12 privéscholen. Settat biedt ook plaats voor de Université Hassan I, een van de meest prestigieuze instellingen van Marokko.

## Geboren in Settat
- Driss Basri (1938-2007), Minister van Binnenlandse Zaken van Marokko onder Hassan II
- Fatiha Baouf (1970), Marokkaans/Belgisch atlete
- Khadija Arib (1960 , Nederlandse Politica van de PvdA en de voorzitter van de Tweede Kamer

## Partnerstad
- Tours (Frankrijk) sinds 2002